# Boulton Paul Defiant
Болтон Пол Дифайэнт (англ. Boulton Paul Defiant) — британский двухместный истребитель периода Второй мировой войны.

## История
В середине 1930-х годов среди специалистов Королевских ВВС существовало мнение, что истребители должны оснащаться подвижной многопулеметной турелью с силовым приводом и пилот должен во время воздушного боя управлять самолётом, а не заниматься поиском, сопровождением и поражением цели.
Применение турели с силовым приводом позволяло пользоваться вооружением как для нападения, так и для защиты, причём сектор обстрела и точность огня были значительно больше, чем у самолётов с неподвижным вооружением. Специалисты считали, что от пилотов сложно ожидать одновременного полёта строем и прицеливания, поэтому решением этой проблемы считался истребитель, всё вооружение которого было сосредоточено в стрелковой башне с механическим приводом. Задача пилота состояла в том, чтобы вывести истребитель на позицию, удобную для стрелка.
В апреле 1935 года Министерство авиации Великобритании разработало техническое задание, в соответствии с которым требовалось построить двухместный истребитель, оснащённый четырехпулемётной турелью с силовым приводом и развивающий скорость не менее 480 км/ч.
Предложения по техническому заданию прислали шесть фирм. В связи с тем, что штаб ВВС придавал большое значение идее турельного истребитель, прототипы были заказаны у всех фирм, предложивших свои проекты. В итоге из всех представленных образцов вариант фирмы «Боултон-Пол» оказался максимально приемлемым и единственным претендентом на контракт.
Самолёт спроектирован в КБ фирмы «Болтон-энд-Пол Эйркрафт» (en:Boulton Paul Aircraft) под руководством Джона Дадли Норта. Первый полёт опытный истребитель совершил 11 августа 1937 года. К этому времени турели для установки на первый прототип ещё не было, и, чтобы быстрее приступить к испытаниям, первый полёт истребитель совершил как одноместный, с компенсирующим балластом вместо турели. Самолёт показал хорошую управляемость и неплохие лётные данные.
Ещё до завершения сборки первого прототипа, в апреле 1937 года, фирма получила первый заказ на 87 самолётов Bolton Paul Defiant. Серийное производство на заводе «Болтон-Пол» в Норидже началось в июле 1938 года. Первый серийный самолёт был выпущен в июле 1939 года. Эти истребители строились до февраля 1943 года, общий объём выпуска составил 1072 самолёта.
В сентябре 1940 года сведения об истребителе (с указанием завышенных характеристик — с максимальной скоростью, якобы составлявшей 560 км/ч, и вооружением из трёх пушек и 14 пулемётов в крыльях и вращающейся турели) были опубликованы американским журналом Popular Science и в феврале 1941 года перепечатаны в СССР.

## Конструкция
Самолёт Boulton Paul Defiant — двухместный истребитель-моноплан смешанной конструкции с закрытой кабиной и убирающимся шасси с хвостовым колесом. Основная особенность конструкции — всё вооружение, 4 х 7,69-мм пулемёта, сосредоточено во вращающейся турели, установленной за кабиной пилота. Вес турелей и высокий уровень лобового сопротивления существенно ограничивали скорость самолёта и его манёвренность.
- Фюзеляж — цельнометаллический монокок с тонким поперечным сечением, был изготовлен из трёх секций: носовой, центральной и хвостовой (хвостовая секция состояла из двух частей). В носовой секции размещалась моторама. В центральной секции располагалась кабина пилота, которая была полностью закрыта и оснащалась сдвигаемым назад фонарём[3]. За кабиной пилота располагалась стрелковая башня с турелью, поворачивающейся на 360 градусов, с четырьмя пулемётами. При стрельбе автоматически опускались секции деревянного обтекателя-гаргрота. Люк стрелка находился в задней части башни, которую приходилось поворачивать в сторону, чтобы обеспечить вход и выход. В башне было мало места, и стрелок не имел возможности надеть парашют, поэтому была разработана специальная одежда «всё в одном», получившая название «костюм носорога»[3].

Хвостовая часть фюзеляжа состояла из двух металлических конусов, соединённых переходной секцией и плоской верхней палубой. Рабочая обшивка фюзеляжа — цельнометаллическая. Секции фюзеляжа технологически собирались отдельно и между собой соединялись болтами. Фюзеляж был оснащён обтекателями, которые уменьшали аэродинамическое сопротивление турельной башни. Обтекатели имели пневматический привод и могли опускаться в фюзеляж.
- Крыло — цельнометаллическое, конструктивно состояло из двухлонжеронного центроплана и двух отъёмных консолей. Центроплан служил топливным баком объёмом в 474 литра. Под центропланом монтировались большой радиатор и основные стойки шасси. На крыле были установлены разрезные закрылки и элероны, оснащённые триммерами[3].
- Хвостовое оперение — однокилевое, выполненное по классической схеме.
- Шасси — трёхстоечное с хвостовым колесом. Основные стойки вместе с колёсами убирались в гондолы шасси на центроплане по направлению к продольной оси фюзеляжа и полностью закрывались створками. Хвостовое колесо убиралось в нишу под килем[3].
- Силовая установка — двенадцатицилиндровый V-образный поршневой двигатель жидкостного охлаждения Rolls-Royce Merlin III мощностью 1030 л. с. Воздушный винт постоянного шага.
- Вооружение — четыре пулемёта Браунинг калибра 7,7 мм на турели с гидроприводом, боезапас по 600 патронов на каждый ствол. Турель была спроектирована фирмой Boulton Paul на основе патента французской турели SAMM[3].

## Производство и модификации
Первые три серийных истребителя Boulton Paul Defiant Mk.1 были отправлены в различные испытательные центры в 1939 году. Эти испытания выявили серьёзные упущения в конструкции самолёта. Из общего количества первого заказа в 563 самолёта к январю 1940 года было изготовлено уже больше половины. Производство было временно приостановлено, и следующие 280 самолётов планировалось произвести летом 1940 года, после переоборудования производства. К этому моменту уже была понятна недостаточная эффективность самолёта, но остановка производства была невыгодна экономически.
С учётом пожеланий и замечаний военных специалистов появилась модификация Мк.II, оснащённая двигателем Rolls-Royce Merlin XX мощностью 1260 л. с. Самолёт получил удлинённый и видоизменённый капот двигателя, новый радиатор, увеличенный руль направления с компенсатором, топливные баки большего объёма и топливную систему под давлением. Серийный выпуск Defiant Mk.II начался в августе 1941 года.
К февралю 1941 года выпуск самолётов достиг рекордной отметки в 60 самолётов ежемесячно. В это время было принято решение использовать эти самолёты в качестве ночных истребителей. На самолётах стали устанавливать радары. Ночные истребители служили достаточно долго и были выведены из частей первой линии в течение 1942—1943 гг.
В феврале 1942 года были проведены испытания на предмет использования Defiant в подразделениях поиска и спасения морской авиации. Такие самолёты получили наименование Defiant ASR Mk.I. Самолёты оснащались двумя надувными лодками в контейнерах, которые подвешивались на держателях для мелких бомб. Через шесть месяцев выяснилось, что эффективность их использования в этом качестве невысока, и в конце 1942 года они были сняты с вооружения частей поиска и спасения.
В 1940 году шёл поиск альтернативных областей применения турельного истребителя. Были проведены углублённые испытания самолёта в качестве ночного истребителя. Defiant вновь показал себя не с лучшей стороны. Однако было решено продолжать производство, в связи с большой потребностью в самолёте для подготовки воздушных стрелков.
Последний турельный Defiant был сдан заказчику 15 февраля 1942 года. В июле 1941 года была разработана и пошла в производство модификация самолёта для буксировки мишеней. На месте турели оборудовалась кабина оператора лебёдки мишени, контейнер с мишенью устанавливался в нижней задней части фюзеляжа, а по правому борту ставилась лебёдка мишени с приводом от набегающего воздушного потока. Самолёт получил обозначение «Defiant TT Mk.I». Было заказано 150 буксировщиков мишеней, часть машин получили путём переделки обычных Defiant Mk.II.
На закате своей карьеры часть самолётов Defiant были разобраны авиашколами и центрами подготовки пилотов, а также использовались в экспериментальных целях. На самолёте 11 мая 1945 года было осуществлено первое в мире катапультирование кресла с манекеном.
Единственный полностью сохранившийся экземпляр самолёта Boulton Paul Defiant Mk.I представлен в экспозиции Royal Air Force Museum в Хендоне, Лондон.

## Боевое применение
В существовавшей в то время среди специалистов Королевских ВВС доктрине был заложен ошибочный (как выяснилось уже во время войны) вывод, что турельные истребители должны были подлетать сбоку или снизу к идущим строем вражеским бомбардировщикам и начинать методично их расстреливать, начиная с головного. Поэтому все вооружение истребителя было сосредоточено в одной турели и не предусматривалась установка фронтальных пулемётов. Также ошибочно считали, что вражеские бомбардировщики будут летать на задания без прикрытия истребителей, а сражаться на равных с быстрыми и манёвренными Ме-109 Defiant был не в состоянии.
Боевой дебют состоялся 12 мая 1940 года, в этот день турельные истребители сбили немецкий Юнкерс-88, но уже на следующий день во время воздушного боя с Ме-109 было сбито 5 английских Defiant из 6 участвующих в бою. Уязвимость истребителей Defiant при атаках в лоб или снизу делали его лёгкой добычей вражеских истребителей. Кроме того, выяснилось, что во время воздушного боя пилоту тяжело вывести самолёт в положение, позволявшее стрелку вести прицельный огонь.
Единственным успешным эпизодом для истребителей Defiant стало прикрытие эвакуации из Дюнкерка. В начале июня 1940 года завершилась поставка в войска первой партии истребителей Boulton Paul Defiant. К 31 августа было получено ещё 120 самолётов. К этому времени более половины из общего числа поставленных самолётов были потеряны в боях с Люфтваффе. Такое соотношение побед к потерям было признано неприемлемым.
Ввиду отсутствия успехов в дневных боях, было принято решение использовать Defiant в качестве ночного истребителя. Сначала, не имея радара, поиск противника осуществляли только зрительно или с помощью управляемого прожектора. Когда производство радаров вошло в серию, в войска стали поступать самолёты, оборудованные радарами. По проценту сбитых вражеских бомбардировщиков это был самый удачный ночной истребитель того времени. Ночные истребители участвовали в боевых операциях достаточно долго и были выведены из частей первой линии в течение 1942—1943 годов.

## Тактико-технические характеристики
для версии Defiant Mk.I
Технические характеристики
- Экипаж: 2
- Длина: 10,77 м
- Размах крыла: 11,99 м
- Высота: 3,45 м
- Площадь крыла: 23,23 м²
- Масса пустого: 2757 кг
- Нормальная взлётная масса: 3773 кг
- Максимальная взлётная масса: 3902 кг
- Силовая установка: 1 × Rolls-Royce Merlin III
- Мощность двигателей: 1 × 1030 л.с. (1 × 757 кВт)

Лётные характеристики
- Максимальная скорость:  
  - на высоте: 489 км/ч
  - у земли: 416 км/ч
- Крейсерская скорость: 415 км/ч
- Практическая дальность: 748 км
- Практический потолок: 9250 м
- Скороподъёмность: 579 м/мин

Вооружение
- Стрелково-пушечное: 4 Browning .303 в башне с силовым наведением.

## Изображения

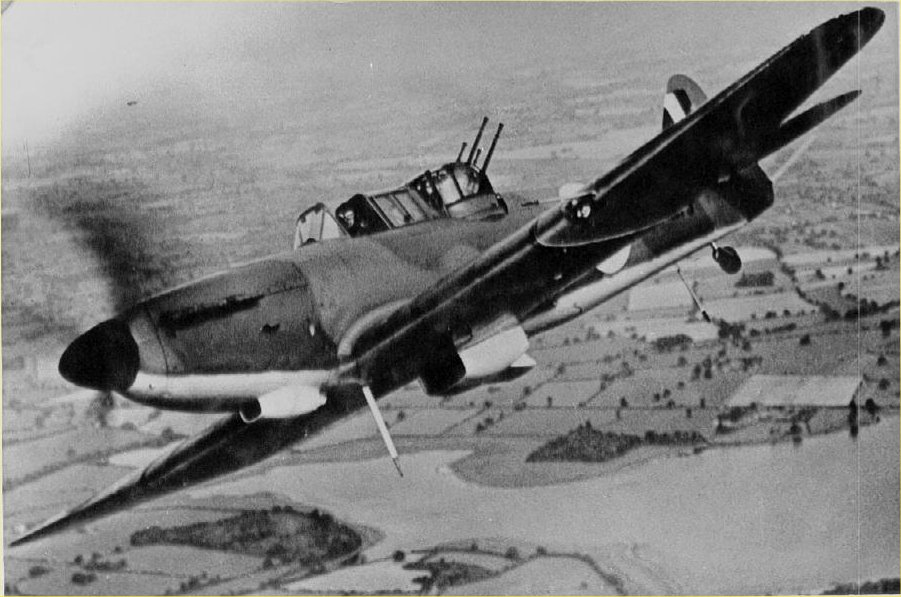
Defiant
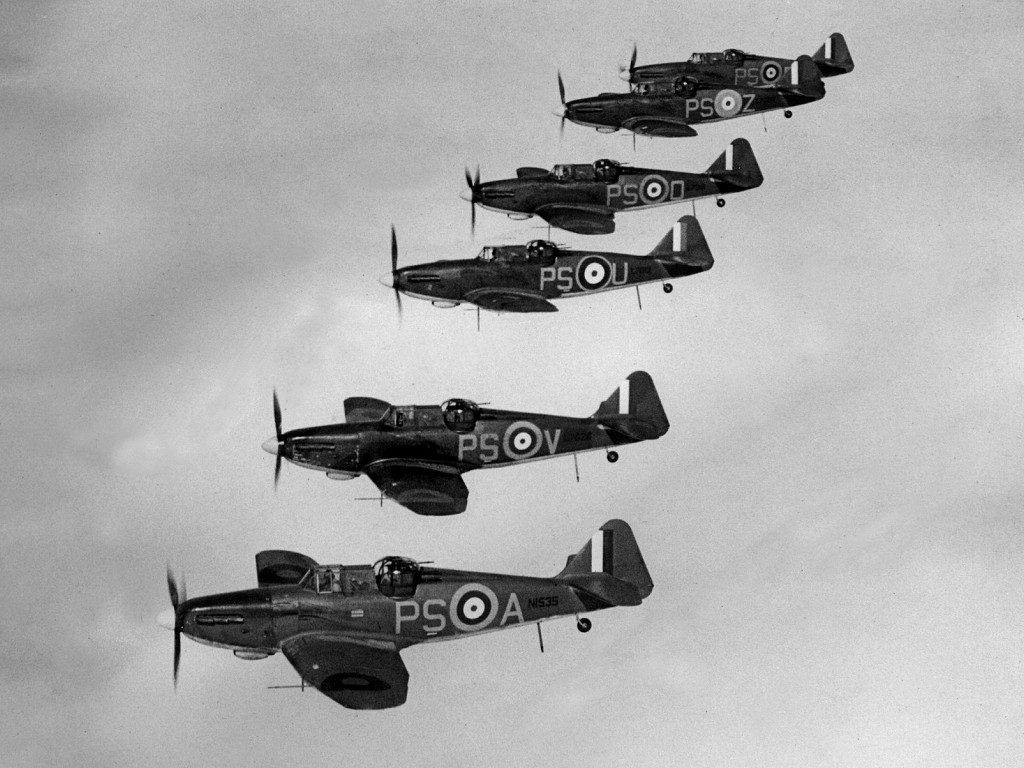
Defiant'ы в полёте
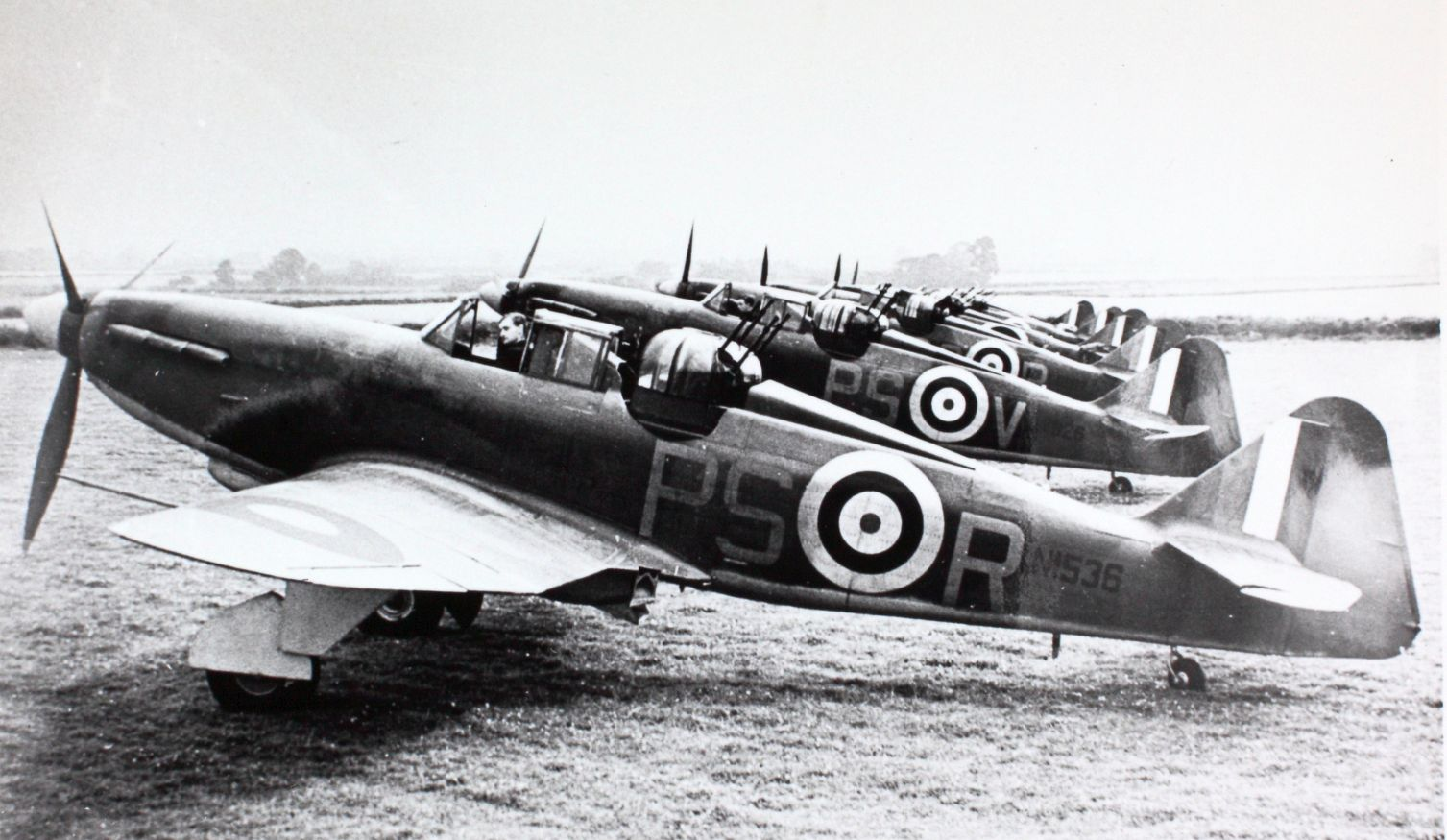
Defiant'ы на земле
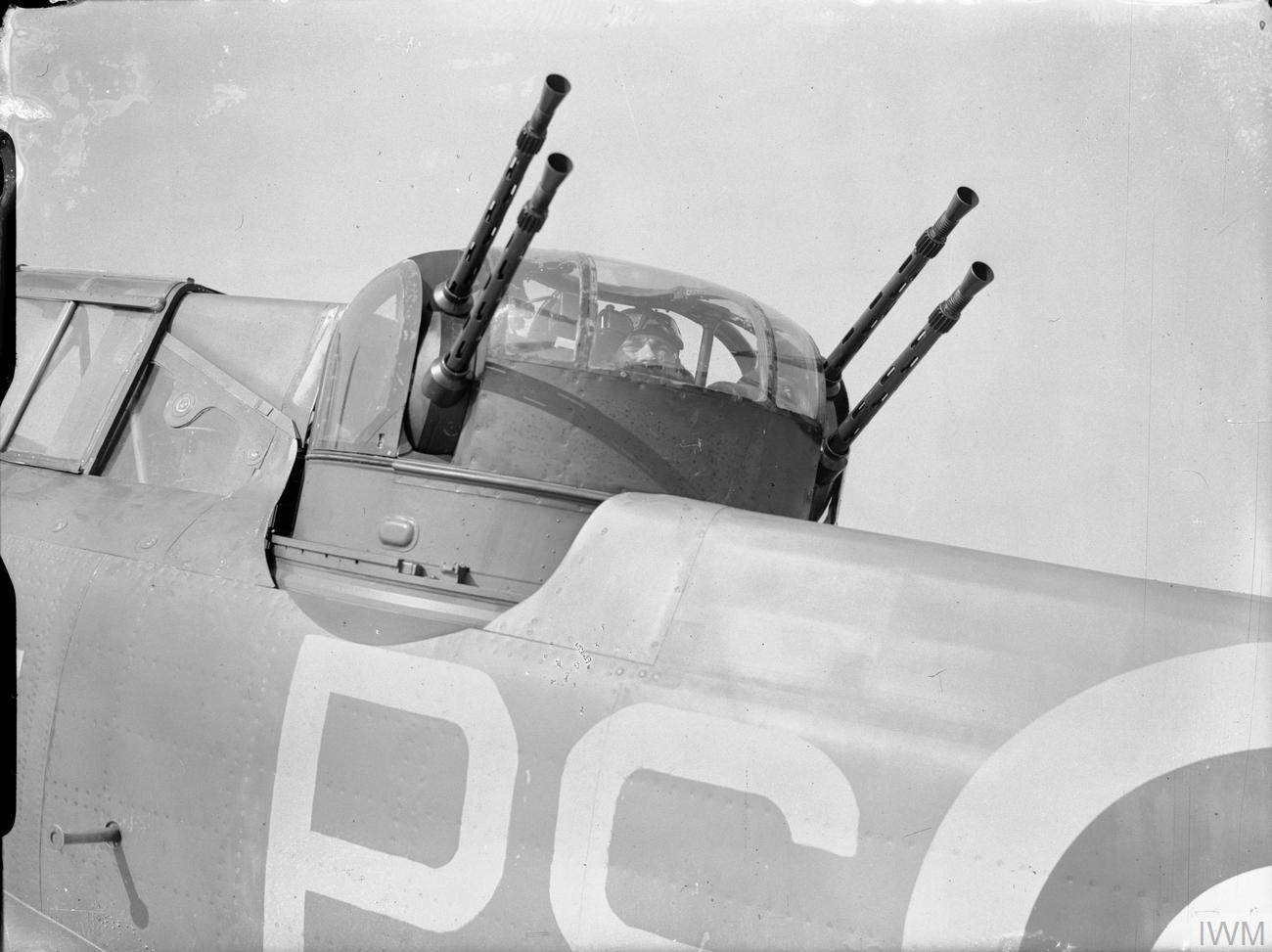
Стрелковая башня Boulton Paul Defiant с четырьмя пулемётами Browning калибра .303
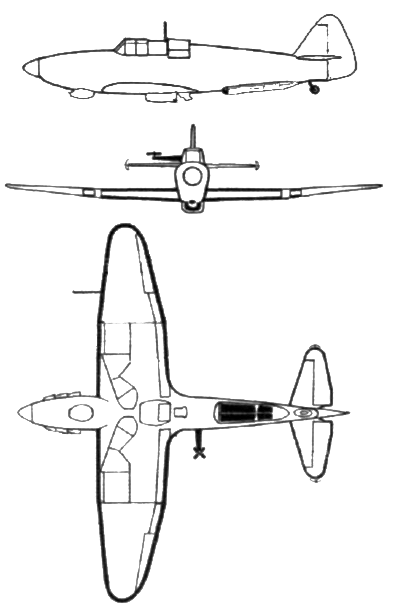

## Похожие самолёты
- Blackburn Roc